# Marek Tuskowski
Marek "Premier" Tuskowski (ur. 26 marca 1993 w Pyskowicach) – polski basista, członek zespołów Spatial i Heretique. Pseudonim Premier przylgnął do muzyka z racji podobieństwa jego nazwiska do premiera III RP, Donalda Tuska.

## Instrumentarium
Gitary basowe
- ESP LTD B-206SM NS

Wzmacniacze i kolumny głośnikowe
- Warwick Pro Fet 5.1.
- Ampeg SVT 410 HLF
- Ampeg SVT Pro 2

Efekty
- Electro-Harmonix Big Muff Deluxe Bass

## Dyskografia
- Spatial – Silence (LP, 2014)[4]